# لامونت جونز
لامونت جونز (بالإنجليزية: Lamont Jones)‏ مواليد 26 يونيو 1990، هو لاعب كرة سلة أمريكي. بدأ مسيرته الاحترافية في سنة 2013. يحمل الرقم 5. يبلغ طوله 6 قدم 0 بوصة (1.8 م).

## المسيرة الاحترافية
لعب مع الريان في سنة 2014، ثم لعب مع نادي الاتحاد السعودي لكرة السلة في موسم 2014–2015، ثم لعب مع نادي النصر في سنة 2015، ثم لعب مع نادي مورنار بار لكرة السلة في سنة 2016.

## روابط خارجية
- لامونت جونز على موقع كرة السلة الأوروبية.كوم (الإنجليزية)
- لامونت جونز على موقع كلية كرة السلة في سبورتس رفرنس.كوم (الإنجليزية)
- لامونت جونز على موقع ريلجم (الإنجليزية)
- لامونت جونز على موقع بروبوليرز (الإنجليزية)
- لامونت جونز على موقع سبورتس رفرنس (الإنجليزية)